# Euro Disney (azienda)
Euro Disney S.C.A. è una società fondata nel 1987 che controlla e gestisce Disneyland Paris e che ha progettato l'area urbana di Val d'Europe a Marne-la-Vallée, in Francia ed è oggi al 97,08% di proprietà della Walt Disney Company.
Nel 2015 il 76,7% delle sue azioni erano detenute dalla Walt Disney Company, un altro 10% dal Principe Saudita Alwaleed ed il restante 13,3% da altri azionisti.
Nel 2017 la Walt Disney Company ha offerto un'acquisizione informale di Euro Disney S.C.A., acquistando il 9% della società dalla Kingdom Holding del Principe Saudita e un'offerta aperta di 2 Euro per azione per il rimanente stock. Questo ha portato la proprietà totale della Walt Disney Company all'85,7%. La Walt Disney investirà inoltre ulteriori 1,5 miliardi di euro per rafforzare la società.
Il 13 giugno 2017 la Walt Disney Company ha annunciato che l'offerta ha avuto successo e che detengono ora il 97% di Euro Disney S.C.A., che è stata pertanto revocata dalle negoziazioni di Borsa il 20 giugno 2017, e che rientra interamente sotto Disney Experiences (precedentemente conosciuta come Walt Disney Parks and Resorts) per la prima volta nei suoi 25 anni di storia.

## Struttura della società
Disneyland Paris è formato dal Disneyland Park, dal Walt Disney Studios Park, dall'area del Disney Village, da un campo da golf chiamato Golf Disneyland e da sei hotel Disney e un campeggio:
- Disneyland Hotel (5 stelle)
- Disney's Hotel New York (4 stelle)
- Disney's Hotel Newport Bay Club (4 stelle)
- Disney's Hotel Sequoia Lodge (3 stelle)
- Disney's Hotel Cheyenne (2 stelle)
- Disney's Hotel Santa Fè (2 stelle)
- Disney's Davy Crokett Ranch (campeggio)

Val d'Europe è una nuova area abitativa e commerciale. Altri sette hotel/residence sono stati costruiti non lontano dai due parchi a tema Disney e non sono di proprietà della società che gestisce i parchi a tema.
Il complesso è il risultato di un accordo siglato il 24 marzo 1987 tra la Walt Disney Company e le autorità francesi per lo sviluppo di una nuova destinazione turistica. Nel corso degli anni, il complesso ha creato più di 40 000 nuovi posti di lavoro (sia direttamente che indirettamente) nella regione ad est di Parigi. Oggi è la prima destinazione turistica in Europa con circa 15 milioni di visitatori all'anno.

## Persone di spicco
- Presidente di Euro Disney S.A.S., e di Disneyland Paris: Natacha Rafalski
- Presidente di Disney Experiences: Josh D'Amaro
- Amministratore Delegato della Walt Disney Company: Bob Iger